# Bełchatów (stacja kolejowa)
Bełchatów – nieczynna stacja kolejowa na linii kolejowej nr 24 w Bełchatowie, w województwie łódzkim, w Polsce.

## Historia
Stacja została wybudowana razem z linią kolejową nr 24 w 1977 roku. Dwa tory służyły do obsługi ciepłowni miejskiej. Docelowo jednak miała być znacznie większa, posiadać dwa zadaszone perony i zaplecze do obsługi taboru kolejowego, miały się na niej również zatrzymywać pociągi dalekobieżne. 
Ponieważ nie doszło do realizacji planów, stacja obsługiwała wyłącznie ruch towarowy. Została ona zamknięta w momencie zakończenia obsługi ciepłowni miejskiej.
W ramach modernizacji i przedłużenia linii kolejowej nr 24 do Bogumiłowa objętych programem Kolej Plus, stacja Bełchatów ma zostać odtworzona dla ruchu towarowego.